# Spurilla neapolitana
Spurilla neapolitana (Delle Chiaje, 1823) é uma espécie de lesma-do-mar pertencente à família Aeolidiidae, com distribuição natural no Mediterrâneo, costa oeste do Oceano Atlântico (da Flórida ao Brasil) e no Pacífico oriental (Baja California). Aparenta estar naturalizada no Japão.